# Alexandre de Bauffremont
Pour les articles homonymes, voir Maison de Bauffremont.
Alexandre Emmanuel Louis de Bauffremont-Courtenay, né à Paris le 27 avril 1773 et mort à Paris le 23 décembre 1833, est un gentilhomme français, prince de Bauffremont et du Saint-Empire, marquis de Bauffremont et de Listenois, comte de l'Empire (1810), pair de France (1815), premier duc de Bauffremont (1817), chevalier de l’ordre royal et militaire de Saint-Louis.

## Biographie
Fils du prince Joseph de Bauffremont (1714-1781) et de la princesse née Louise Bénigne Marie Octavie Françoise Jacqueline Laurence de Bauffremont, il épouse en 1787 Marie-Antoinette Rosalie Pauline de Quélen de La Vauguyon (1771-1847), fille  Paul François de Quélen de Stuer de Caussade, deuxième duc de La Vauguyon, prince de Carency, et de Marie-Antoinette Rosalie de Pons de Roquefort.
Ils ont deux fils : 
- Alphonse (1792-1860), deuxième duc de Bauffremont ;
- Théodore (1793-1852).

Il émigre à Coblence puis prend du service en Espagne avec le grade de lieutenant-colonel, fait les campagnes de 1793 et 1794 comme capitaine de cavalerie au service de la France et obtient en 1795 sa radiation de la liste des émigrés. Il vit ensuite en France éloigné de la vie politique.
Napoléon Ier le crée comte de l'Empire en 1810 et le nomme président du collège électoral de la Haute-Saône en 1812. En cette qualité, il proclame son dévouement à l'Empereur.
Il est nommé pair de France sous la Seconde Restauration le 17 août 1815 et créé duc de Bauffremont par Louis XVIII le 31 août 1817.
Dans le procès du maréchal Ney, il vote pour la mort.

## Sources
- « Alexandre de Bauffremont », dans Adolphe Robert et Gaston Cougny, Dictionnaire des parlementaires français, Edgar Bourloton, 1889-1891 [détail de l’édition]